# Anisomeridium albisedum
Anisomeridium albisedum är en lavart som först beskrevs av William Nylander och som fick sitt nu gällande namn av Richard Clinton Harris. 
Anisomeridium albisedum ingår i släktet Anisomeridium och familjen Monoblastiaceae. Inga underarter finns listade i Catalogue of Life.